# Kenya Ordnance Factories Corporation
Kenya Ordnance Factories Corporation – kenijskie przedsiębiorstwo państwowe z siedzibą w Eldoret, zajmujące się produkcją amunicji. Założone w 1997 roku, jest jedynym tego typu przedsiębiorstwem w Kenii.
Firma produkuje głównie amunicję 7,62 × 51 mm, 5,56 × 45 mm oraz 9 × 19 mm Parabellum. Poza produkcją amunicji zajmuje się także wytwarzaniem części takich jak koła zębate, wały oraz matryce.